# 曾炳春
曾炳春（1902年1月—1932年5月30日），江西吉安东固人。中国共产党早期人物。

## 生平
曾炳春早年在江西涧东书院读书。1920年，考入江西省立第七师范学校。1925年毕业后，受聘到吉安县永阳小学任教，与周冕等人积极开展农民运动。1927年2月，在永阳组织下边村农民协会。期间参加中国共产党。北伐军攻占吉安后，曾炳春调任吉安总工会秘书莱码头工会主席，积极领导工人运动。国共合作失败后，1927年9月在吉安县东固参与组建中共基层组织和游击队，任农协执委，领导农民暴动。1928年2月起，任江西工农革命军第三师七纵队秘书长，6月至9月任党代表。同年，任江西工农革命军独立第二团政治部主任、团党委常委兼政治宣传队队长。1929年10月起，任赣西南路暴动总指挥，赣西特委委员、军委书记。
1930年1月起，曾炳春任中国工农红军第六军二旅（后称纵队）政治委员。1月至6月，任红六军军委委员。1930年2月起，任赣西南红军学校校长、赣西南赤卫军总指挥部总指挥、赣西南特委候补委员、赣西南苏维埃政府常委兼军事部部长。1930年6月起，任中国工农红军第二十军军长，后任军政治委员；10月起，任江西省苏维埃政府执委会委员。1930年12月，富田事变后，离开红二十军。1931年起，任湘赣军区总指挥部政治委员、临时总前委委员。1931年1月在中共六届四中全会上被选为中央候补委员。1932年5月30日，在肃反中被诬陷错杀于江西吉水。